# Wołowa Kotlinka

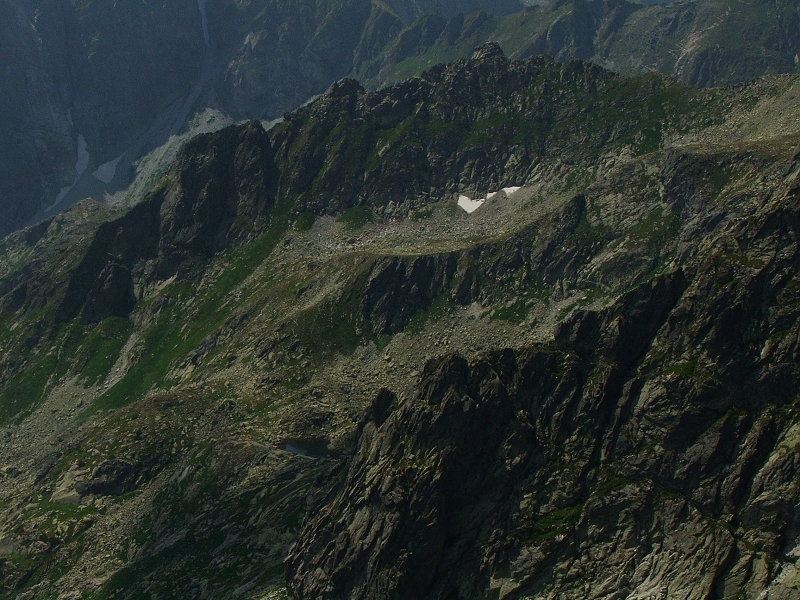
Wołowa Kotlinka z Wyżnim Żabim Stawem Mięguszowieckim

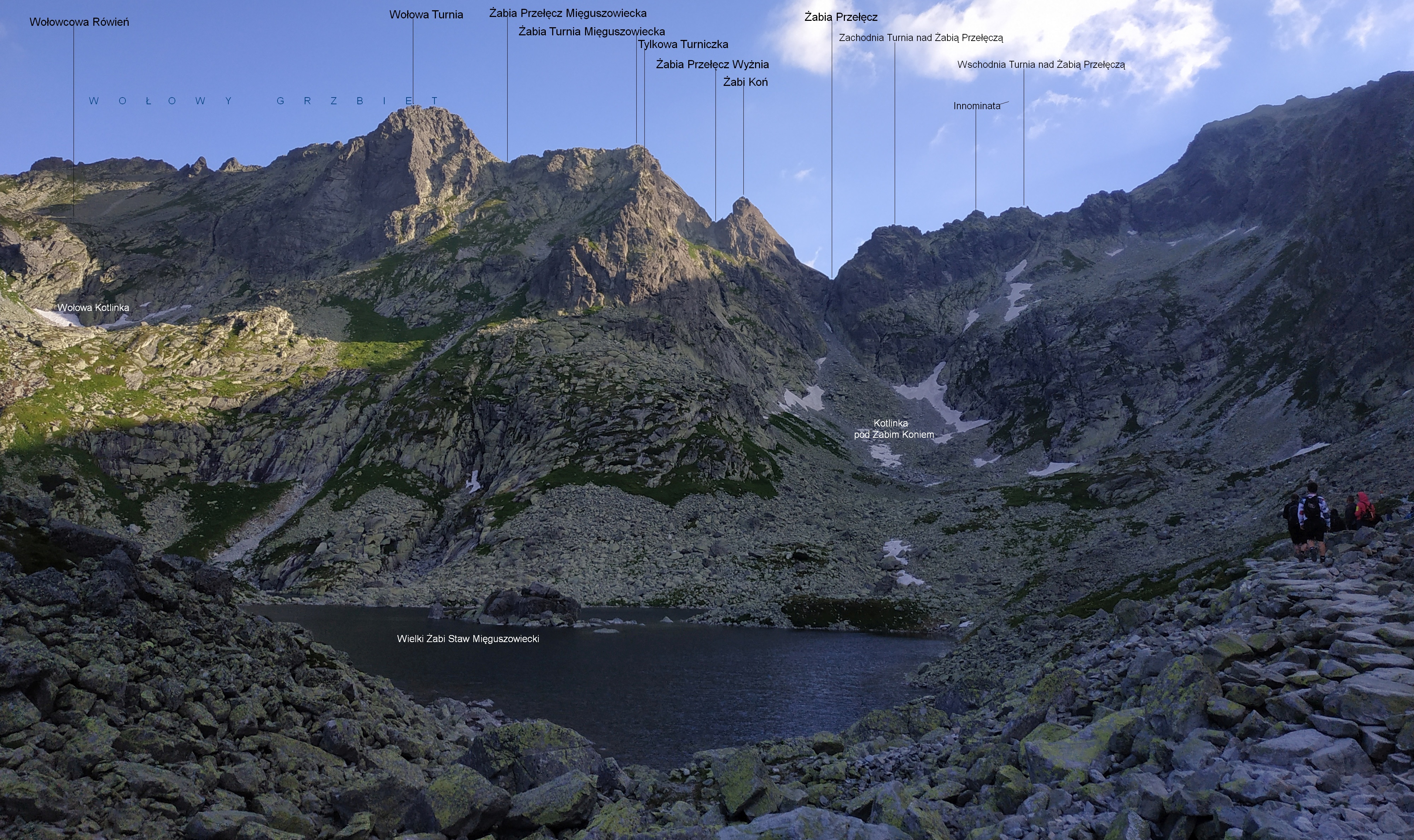

Wołowa Kotlinka (niem. Ochsenkar, słow. Volia kotlinka, węg. Ökör-hát-katlan) – jedno z trzech górnych pięter Doliny Żabiej Mięguszowieckiej (Mengusovská dolina) w słowackich Tatrach Wysokich. Sięga po główną grań Tatr na odcinku od Hińczowego Zwornika po Wołową Turnię. Od dolnej części Doliny Żabiej oddzielone jest trawiasto-piarżystą wypukłością na przedłużeniu żebra Wołowej Turni. Ograniczenie zachodnie tworzy grzbiet Wołowca Mięguszowieckiego, wschodnie południowy grzbiet Wołowej Turni.
W Wołowej Kotlince można wyróżnić dwa piętra. Dolne ma charakter kotlinki i znajduje się w nim Wyżni Żabi Staw Mięguszowiecki. Opada ono na południowy wschód częściowo skalistym, częściowo trawiastym progiem do głównej części Żabiej Doliny. Od północnego zachodu dolne piętro ograniczone jest wysokim na około 100 m progiem. Powyżej niego znajduje się górne piętro Wołowej Kotlinki mające charakter równi o zupełnie poziomym dnie. Jest to położona na wysokości około 2150 m Wołowcowa Rówień.
Szczegółowy opis Wołowcowej Kotlinki wprowadził w 2006 roku Władysław Cywiński w 10 tomie przewodnika Tatry. Wcześniej w polskim nazewnictwie nie miała ona odrębnej nazwy. Słowacki tatrolog Arno Puškáš był niekonsekwentny; w opisach za Wołową Kotlinkę uznawał tylko jej dolne piętro, zaś na rysunkach zaznaczał tylko jej górne piętro.
Jedynym praktycznie obiektem, który interesuje taterników w Wołowej Kotlince jest południowo-zachodnia ściana Wołowej Turni. Dochodzą do jej podstawy wyraźną ścieżką w dolnym, południowo-wschodnim progu tej kotlinki.